# Benita
Benita es un nombre propio femenino, cuya forma latina original es Benedicta, nombre a partir del cual nació en su forma femenina y masculina (Benito).

## Origen
Forjado ex novo por el cristianismo, esta palabra aparece en la liturgia y los libros sagrados con mucha frecuencia, lo cual la hacía especialmente atractiva. Su significado, por otra parte, es muy gratificante, sobre todo en un marco cristiano, pues significa "bendita". Está compuesta del adverbio bene, que significa "bien", y el participio pasado de dicere, que significa "dicha". Este término se entiende mejor a partir del sustantivo benedictio (bendición). La bendición era un ritual mediante el que, quien la pronunciaba, tenía el poder de atraer hacia la persona a la que bendecía, todas las cosas buenas que iba diciendo. Por consiguiente la persona bendecida (benedicta) tenía la garantía de que se cumplirían en ella todas las promesas. Se entiende por qué era éste un nombre de privilegio.
La primera Santa Benita (o Santa Benedicta) en orden cronológico es española, nacida en Zaragoza a mediados del siglo I de nuestra era. Pertenecía a la aristocracia romana que gobernaba la ciudad. Desplazada con su familia a Roma, a raíz de la concesión del ius Latii (derecho latino) a Hispania, tuvo ocasión de convertirse al cristianismo. Las persecuciones que iniciara Nerón continuaban en todo el imperio, y especialmente en Roma, donde fue sometida al martirio por no querer renegar de su fe. Ocurría esto el año 75, siendo emperador Vespasiano.
Otra Santa Benita cuya fiesta se celebra el 14 de enero, fue martirizada con cuchillos en Roma, en compañía de Prisco y Prisciliano, el año 362. Este mismo año, en Origny-sur-Oise moría también decapitada Santa Benita, llamada el espejo de Origny. Hija de un senador romano, se fue a la Galia con doce jóvenes como ella, movidas por el deseo de dar testimonio de Cristo sin importarles el martirio. Habiendo llegado a Origny, en la diócesis de Soissons, se hizo patente su presencia por las conversiones que hizo. Delatada al prefecto Matroclo, fue apaleada y encerrada en un calabozo cubierta de llagas, donde se le apareció un ángel que la curó y la reconfortó. Aquel prodigio dio lugar a 55 conversiones, por lo que fue de nuevo apaleada en el calabozo. El prefecto, viendo que por más que hacía no conseguía hacerla abjurar de su fe, mandó decapitarla para evitar más conversiones.

## Onomástica
- 11 de junio : Benito Abad
- 16 de abril : San Benito Labré
- 23 de marzo : San Benito El Ermitaño

## Personas
- Benita Asas, pedagoga y sufragista española
- Benita Ebbesdatter, reina de Suecia
- Benita Ferrero-Waldner, política austriaca
- Benita Galeana, activista mexicana por los derechos de las mujeres y los trabajadores
- Benita Hume, actriz británica
- Benita Martínez Pastoriza de Sarmiento, primera dama argentina
- Benita Nazarre, patriota argentina
- Benita Puértolas, actriz argentina